# Фатерланд (роман)
«Фатерланд» (англ. Fatherland) — альтернативно-історичний детектив англійського письменника та журналіста Роберта Гарріса, вперше опублікований 1992 року. Події роману розгортаються у всесвіті, де нацистська Німеччина перемогла у Другій світовій війні, головний герой — офіцер Крипо, кримінальної поліції, який розслідує вбивство нацистського урядовця, який брав участь у Ванзейській конференції. Таким чином, розкривається змова, щоб знищити всіх тих, хто був присутній на конференції, завдяки чому допомогти покращити відносини Німеччини зі Сполученими Штатами.
Роман руйнує деякі умовності детективного роману. Все починається з того, що відбувається вбивство і старанний поліцейський детектив розслідує та зрештою розкриває його. Однак, оскільки вбивця займає дуже високу посаду в тиранічному режимі, розгадка таємниці не призводить до того, що детектив переслідує та заарештовує вбивцю. У романі відбувається навпаки: вбивця переслідує й заарештовує детектива. 
Роман відразу став бестселером у Великій Британії, його було продано понад три мільйони примірників та перекладено 25 мовами.

## Сюжет
Події роману розпочинаються в нацистській Німеччині в квітні 1964 року протягом святкування тижня до 75-річчя Адольфа Гітлера. Детектив Ксав’є Марч — слідчий, що працює на Кримінальну поліцію (Кріпо), розслідуючи підозрілу смерть високопоставленого нациста Йозефа Бюлера в Гафелі на околиці Берліна. Коли Марч дізнається більше подробиць, він розуміє, що потрапив у політичний скандал за участю високопоставлених чиновників нацистської партії, яких, очевидно, систематично вбивають за інсценованих обставин. Як тільки тіло ідентифіковано, гестапо забирає собі юрисдикцію над справою та наказує Крипо закрити розслідування.
У сюжеті Марч зустрічається з Шарлоттою «Чарлі» Магуайр, американською журналісткою. Обидва рішуче налаштовані розслідувати цю справу та їдуть до Цюриха для розслідування приватного швейцарського банківського рахунку одного з убитих чиновників. Зрештою, вони розкривають правду про інсценовані вбивства: Рейнхард Гейдріх, голова СС наказав гестапо ліквідувати решту чиновників, які планували Остаточне вирішення (про яке мало хто з німців знав) на Ванзейській конференції в січні 1942 року. Ліквідація поспішають провести якомога швидше, щоб забезпечити майбутню зустріч Гітлера і президента США Джозефа П. Кеннеді-старшого, на якій би не піднімали питання про зниклих євреїв. Магуайр прямує до нейтральної Швейцарії і сподівається викрити світові докази винищення. Але Марша зраджує його десятирічний син і затримує гестапо.
У підвалах штаб-квартири гестапо на Принц-Альбрехт-Штрассе Марч піддається тортурам, але не розкриває місцезнаходження Магуайр. Оділо Глобочник хвалиться, що Аушвіц та інші табори були повністю зруйновані, і що Марш ніколи не дізнається правди напевно. Керівник Крипо Артур Небе влаштовує втечу з наміром відстежити Марч, коли він зустрічається з Магуайр на побаченні у Вальдсгут-Тінген, на швейцарсько-німецькому кордоні. Марч розуміє, що відбувається, прямує в Аушвіц і веде владу в неправильному напрямку.
Гестапо наздоганяє Марча на непозначеному місці на шляху до Аушвіца. Знаючи, що Магуайр мала достатньо часу, щоб перетнути кордон зі Швейцарією, Марч шукає якусь ознаку існування табору. Коли агенти Гестапо наближаються до нього на гелікоптері, Марш виявляє цеглини в лісі. Задоволений, він дістає пістолет і продовжує йти до березового лісу.

## Головні герої

### Вигадані
- Хав'єр Марч. Детектив Кримінальної поліції з почесним званням штурмбанфюрер (майора) СС, Марч (серед друзів відомий на прізвисько «Заві») — 42-річний розлучений чоловік, який проживає в Берліні. У нього є син Пілі (Пауль), який живе з колишньою дружиною Марча, Кларою. Марч командував U-Boot у Другій світовій війні, був нагороджений за хоробрість та підвищений у званні. Після завершення війни одружився зі своєю медсестрою, але потім шлюб поступово розпався. Військова служба допомогла йому піднятися в поліції до звання детектива. Однак до 1964 року таємно перебуває під наглядом гестапо, оскільки воно правильно сприймало його як противника нацистського режиму. Наприклад, Марч відмовляється робити пожертви на «зимову допомогу», демонструє «недостатній ентузіазм» щодо участі свого сина в Юнгфольку, відкидає всі стимули вступити в нацистську партію, розповідає «жарти про партію» і, що найгірше, виявив певну цікавість до того, що сталося з єврейською родиною, яка раніше жила в його нинішній квартирі.
- Шарлотта «Чарлі» Магуайр. 25-річна американська журналістка Магуайр призначена до Берліна вигаданою службою новин World European Features. По ходу роману вона й Марч закохуються одне в одного й починають стосунки. Магуайр походить із відомої ірландсько-американської політичної родини, але є чимось на кшталт ренегата. Дочка посадовця Держдепартаменту США і німецької актриси, яка поїхала з ним перед війною, Магуайр вільно розмовляє німецькою без акценту[2].
- Германн Йост. 19-річний курсант військової академії СС, під час пробіжки виявив труп, який став причиною розслідування Марча. Марч впевнений, що Йост був свідком чогось більше, ніж він готовий розкрити, і спочатку вважає, що він приховує гомосексуальні стосунки з однокурсником, що (у Німеччині) карається смертю. Марч, однак, переконує Йоста визнати правду: Йост став свідком скидання тіла й впізнав генерала СС Оділо Глобочника на місці події.
- Пол «Пілі» Марч. 10-річний син Марча Пілі проживає з матір'ю та її хлопцем у бунгало в передмісті Берліна. Пілі є повноцінним членом Юнгфольк, молодшої секції Гітлер'югенду для хлопчиків від 10 до 14 років. Згодом у романі Пілі викриває свого батька гестапо, при цьому хлопець не підозрює, що воно справді з ним зробить.
- Макс Ягер. Другу Марча й співробітник по Kripo, Джегеру 50 років; проживає зі своєю дружиною Ганнелор і чотирма дочками в Берліні; не схильний ставити під сумнів «систему». Наприкінці роману керує машиною для втечі, яка рятує Марча, але виявляється, що він інформував проти Марча ще до початку подій у романі, а «порятунок» Марча організований гестапо як хитрість, щоб знайти Магуайр.
- Вальтер Фебес. Детектив, який працює у VB3, відділі сексуальних злочинів Kripo, уздовж коридору офісу Марта, Фебес — людина з глибоко розсудливим характером і насолоджується своєю роботою, яка розслідує сексуальні злочини, включаючи зґвалтування, подружню зраду та міжрасові стосунки між «арійськими» жінками та слов'янськими рабами.
- Рудольф «Руді» Гальдер. Друг Марча і член екіпажу його U-Boot, Руді тепер історик, який працює у величезному Центральному архіві Рейху і допомагає складати офіційну історію Вермахту та Ваффен-СС на Східному фронті.
- Карл Кребс. Офіцер гестапо, Кребс є прикладом молодих есесівців, які здобули університетську підготовку, яких ненавидить Глобочник.

### Засновані на історичних постатях
Гарріс в авторських примітках до роману пояснює, що багато персонажів засновані на реальних людях з однаковими іменами, біографічні деталі яких справді достовірні до 1942 року. Після вище вказаної дати — всі історії вигадані. Реальні особистості:
- Оділо Глобочник. Постарілий обергрупенфюрер у гестапо і права рука рейхсфюрера СС Рейнхарда Гейдриха на прізвисько «Глобус». Головний негативний герой книги, який несе особисту відповідальність за вбивства чиновників Ванзеє. Після затримання Марча гестапо, «Глобус» бере на себе допит Марча і здійснює декілька жорстоких побоїв.
- Артур Небе. Начальник Крипо, Небе, у 1964 році старий чоловік, який володіє розкішним офісом у Берліні[3]. Спочатку здавалося, що підтримав розслідування Марча з політичних міркувань, незважаючи на участь гестапо, Небе зрештою обмірковує загрозу міжнародному становищу Рейху через розслідування Марча й намагається обдурити Марча, щоб змусити його розкрити місцезнаходження доказів.
- Йозеф Бюлер. Секретар і заступник губернатора підконтрольованої нацистам Генеральної губернії в Кракові.
- Вільгельм Штуккарт. Адвокат нацистської партії, чиновник і державний секретар міністерства внутрішніх справ Німеччини.
- Мартін Лютер. Радник міністра закордонних справ Йоахіма фон Ріббентропа.
- Райнгард Гейдріх. Нинішній глава СС, вважається ймовірним наступником Гітлера, Гейдріх є головним негативним героєм книги, хоча й ніколи не з'являється особисто. Він наказав вбити чиновників Ванзеє, щоб знищити всі докази остаточного вирішення з перших вуст (У реальному житті вбитий 4 червня 1942 року в Празі, але в романі вбивство не відбулося.).

#### Інші згадки
У кожному випадку опис після імені вказує, як герої з’являються в романі, знову ж таки, слідуючи реальній хронології до 1942 року.
- Адольф Гітлер. Літній і все більш замкнутий фюрер Великого Німецького рейху, після закінчення війни Гітлер пом’якшив свій імідж, відмовившись від форми на користь цивільного одягу. Його промови тепер спокійні, а не сповнені люті.
- Генріх Гіммлер. Після загибелі в авіакатастрофі 1962 року, Гіммлера змінив на посаді рейхсфюрера СС Гейдріх[4].
- Герман Герінг. Помер у 1951 році, за декілька років до подій, описаних у сюжеті, від невказаної хвороби[4]. На його честь названо міжнародний аеропорт Берліна.
- Йозеф Геббельс. Все ще живий у 1964 році, залишається Міністром пропаганди. Його діти стали високопоставленими нацистськими чиновниками.
- Вінстон Черчилль. Колишній прем'єр-міністр Великої Британії Черчілль втік з країни за мирною угодою Великої Британії з Рейхом і зараз проживає в Канаді[5].
- Георг VI. Колишній король Сполученого Королівства Георг VI втік у вигнання до Канади й проживав там до своєї смерті в 1952 році, при цьому залишався королем домініонів і Британської імперії.
- Єлизавета II. Королева Сполученого Королівства. Після смерті її батька в 1952 році королева Єлизавета зайняла британський трон.
- Едуард VIII. Спочатку правив як король Сполученого Королівства до своєї смерті в 1952 році. Він (зі своєю дружиною Волліс Сімпсон) правив як король Сполученого Королівства та Британської імперії[6].
- Джозеф Патрік Кеннеді. Президент Сполучених Штатів Америки.
- На The Beatles також посилаються, але не за назвою. Їх нещодавні виступи в Гамбурзі та їх велика популярність серед молодих німців засуджувалися німецькою пресою[6].

Особи в книзі, названі як присутні на Ванзейській конференції, зробили це в реальному житті. Деякі з них є головними в сюжеті, але інші вже померли до початку подій, описаних у романі.

## Передісторія

### Альтернативна історія Другої світової війни

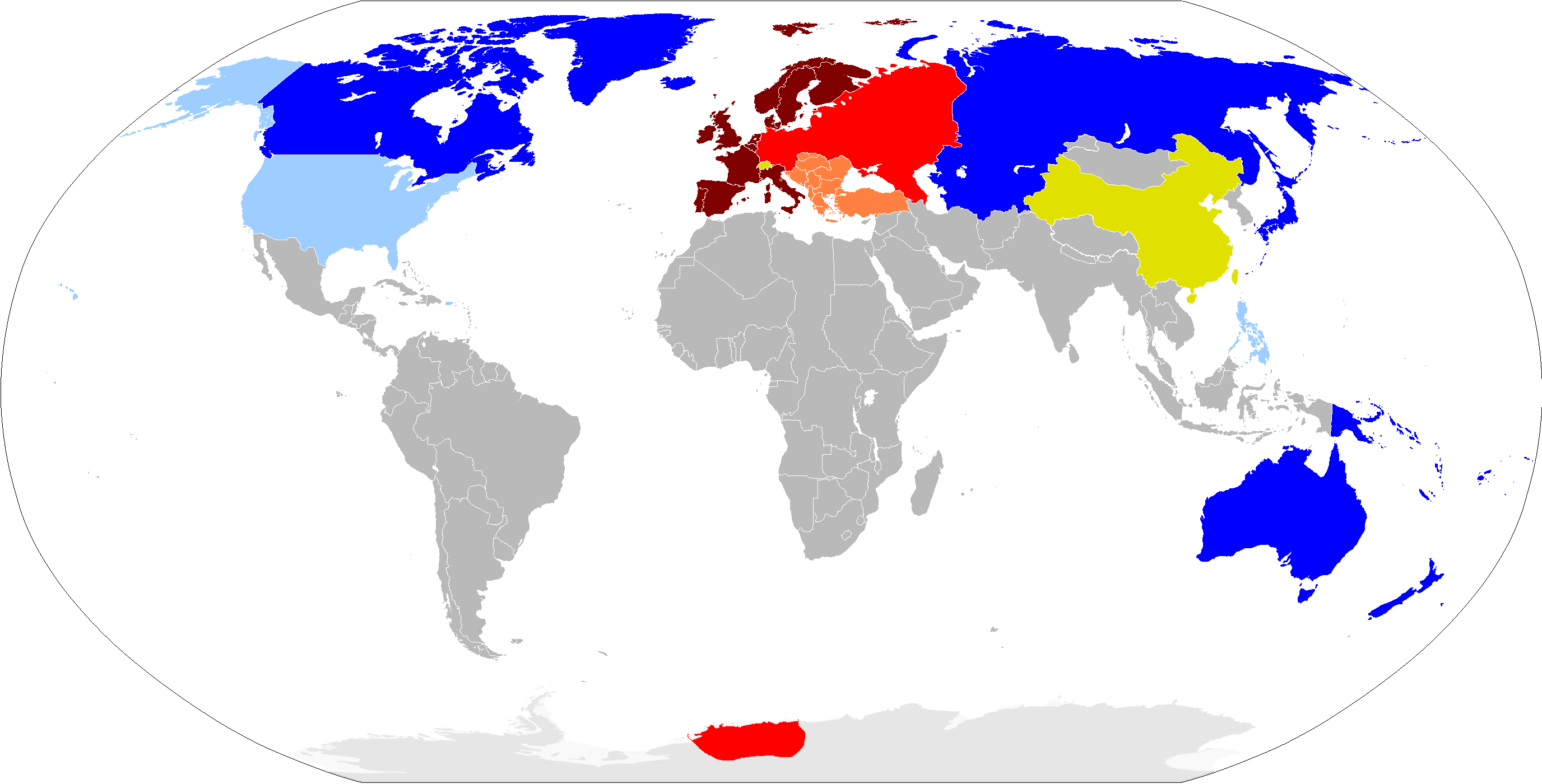
Світ 1964 року в романі «Батьківщина», де німці перемогли у Другій світовій війні. Німеччина та сфера її впливу позначені червоним кольором; Сполучені Штати та сфера їх впливу — синім кольором; Китай і Швейцарія — жовтим кольором

Протягом усього роману Гарріс поступово пояснює вигаданою передісторією події, які дозволили Німеччині перемогти у Другій світовій війні. Автор у примітках автора пояснює, що за винятком передісторій вигаданих персонажів, наратив описує реальну хоронологічну лінію до 1942 року, після чого є вигаданим. Суттєвою ранньою точкою розбіжності є те, що Гейдріх пережив замах чеських бійців у травні 1942 року (насправді він був убитий), а згодом став головою СС. Наступи нацистів на Східному фронті остаточно відтіснили радянські війська, вдалося реалізувати операція «Блау» зуміла захопити Кавказ і відрізати Червону Армію від її запасів нафти до 1943 року. Нацисти також виявили, що код машини Enigma був зламаний. Масштабна кампанія U-Boot проти Великої Британії до 1944 року змусила британців поспішно капітулювати.
У романі король Георг VI, британська королівська сім’я та прем’єр-міністр Вінстон Черчилль втекли у вигнання до Канади. Незабаром Едуард VIII повернув собі британський трон, а королевою стала Волліс Сімпсон. США перемогли Японію в 1945 році і застосували ядерну зброю, як і в реальному житті. Німеччина випробувала свою першу атомну бомбу в 1946 році і випустила неядерну ракету «Фау-3» над Нью-Йорком, щоб продемонструвати свою здатність атакувати континентальну частину Сполучених Штатів за допомогою ракет великої дальності. Таким чином, після мирного договору 1946 року США та Німеччина є двома наддержавами-противниками роману в Холодній війні.
Є посилання на жорстокий режим, який утримує владу в Китаї, але не згадується ні його ідеологія, ні те, чи його очолює Мао Цзедун чи хтось інший. Тибет залишається незалежним.

### Альтернативна поствоєнна історія
Вигадана історія описує, що після перемоги Німеччина реорганізує Європу на схід від Польщі в рейхскомісаріати. Після підписання Римських договорів Західна Європа та Скандинавія об'єднані в торговий блок – Європейський Союз. До 1964 року Сполучені Штати та Великий Німецький Рейх залучені в Холодну війну. Виняток становить лише Швейцарія, яка зберігає нейтральний статус.
Події роману відбуваються з 14 по 20 квітня 1964 року, коли Німеччина готується до святкування 75-річчя з дня народження Адольфа Гітлера, яке має відбутися останнього з вище вказаних днів. У рамках поступової розрядки між США та Німеччиною планується візит президента США Джозефа П. Кеннеді. Голокост офіційно пояснюють лише як переселення євреїв до Польщі.
Проте багато німців підозрюють, що уряд знищив євреїв, але загалом вони занадто байдужі до цієї події або занадто бояться влади, щоб щось сказати чи зробити. Вони побоюються, що це може призвести до розпаду американсько-німецького альянсу та падіння Третього рейху. Зовнішній світ знає про Голокост. Кеннеді, однак, залишається нейтральним, щоб не нанести подальшої шкоди відносинам, і посилається лише на нечіткі «порушення прав людини», які він хоче розслідувати під час свого візиту в Берлін.
Завершення роману свідчить про те, що плани Кеннеді та Гітлера можуть бути серйозно збиті з колії розкриттям Голокосту. Документи свідчать про систематичне вбивство євреїв, що може спричинити розірвання союзу Гітлера й Кеннеді. Також мається на увазі, що нацистська Німеччина розпадеться. Австрія, Польща, Чехословаччина, Україна та Білорусь відновлять свою незалежність. Німеччина пройде демократичну реформу.

### Великий Німецький рейх і міжнародна політика
На перших декількох сторінках роману представлені дві карти: одна з центром Берліна, а інша — масштаби Великого Німецького Рейху, який простягається від французького, бельгійського та нідерландського кордонів до кордонів Росії.
Рейх окупував Австрію, Чехословаччину, Польщу, Україну та Білорусь. Також згадується німецька військово-морська база в Тронгеймі, Норвегія, де базуються атомні підводні човни Рейху. Берлін досі залишається звичайним містом з населенням 3 мільйони жителів. Це найбільше місто Німецького Рейху і столиця Німеччини.
У романі решта Західної та Північної Європи утворила Європейський Союз, до складу якого входять Португалія, Іспанія, Франція, Ірландія, Велика Британія, Бельгія, Нідерланди, Італія, Данія, Норвегія, Швеція та Фінляндія. Східна Європа є незалежною і включає Росію, Латвію, Естонію, Литву, Хорватію, Грецію, Румунію, Угорщину, Болгарію, Албанію та Сербію. Європейський Союз складається з вільних націй, під керівництвом власних урядів і лідерів, штаб-квартира якого знаходиться в Брюсселі, Бельгія. Швейцарія, Ліхтенштейн і Ватикан залишаються нейтральними.
Рейх «поклав око» на Швейцарію, але глухий кут, в який зайшла «холодна війна» призвів до того, що Швейцарія стала зручним нейтральним місцем для дипломатії та для шпигування один за одним американських та німецьких агентів розвідки. Це остання держава в Європі з зовнішньою політикою, яка не залежить від Берліна.
Сполучені Штати перебувають у Холодній війні з Німеччиною. Після закінчення війни в 1945 році обидві наддержави розробили ядерні та космічні технології. Японія зазнала поразки від Сполучених Штатів від детонації атомної бомби. Сполучені Штати не брали участі в Олімпійських іграх з 1936 року, але очікується, що вони повернуться в 1964 році.
Після закінчення війни між Німеччиною та Сполученими Штатами склався глухий кут, який, здається, затьмарює міжнародні відносини. Нові німецькі будівлі будуються з обов’язковими бомбосховищами, а Reichsarchiv (Німецький національний архів) стверджує, що вони були побудовані, щоб протистояти прямому попаданню ракети.

### Нацистське суспільство
У романі Німеччина зосереджується на завершенні холодної війни. Протягом багатьох років Гітлер зробив певні кроки, щоб пом’якшити свій імідж і тепер зазвичай носить цивільний одяг замість партійної форми. Проте суттєвих змін у базовому характері режиму не відбулося. Декрет Рейхстагу про пожежу та Закон про дозвіл 1933 року, які стали юридичною основою диктатури Гітлера, залишаються чинними. Жорстоко контролюються преса, радіо та телебачення.
У романі основою нацистської ідеології все ще є політика звинувачення в економічних і соціальних проблемах Німеччини підривних груп і груп меншин. Християнство все ще дозволено в Німецькому Рейху. Однак гомосексуалів страчують, а іудаїзм повністю придушено. Але мається на увазі, що там можуть бути німецькі євреї, які тримають свою особистість у таємниці. Пропаганда раніше зображувала Сполучені Штати корумпованими, виродженими та бідними. Однак неминуча дипломатична зустріч Гітлера та Кеннеді змушує німецьку пропаганду перейти до позитивнішого іміджу Сполучених Штатів та їх народу.
Незважаючи на ідеологічний і моральний занепад, Німеччина має високий рівень життя. Європейські країни експортують до Німеччини високоякісні споживчі товари (відзначається, що імпортом є вітчизняна електроніка з Великої Британії), а також надають такі послуги, як академія СС в Оксфордському університеті та імпортований вітчизняний персонал. Особисті смаки Гітлера в мистецтві та музиці залишаються нормою для німецького суспільства.
Військова служба все ще обов’язкова. Оскільки перше покоління нацистських лідерів, які заснували партію та прийшли до влади разом з Гітлером, починає відмирати, нацистські чиновники стають все освіченішими технократами за зразком Альберта Шпеера. Поліція (Орпо, або поліція в уніформі, і Крипо, або бюро кримінальних розшуків) інтегрована з СС, а поліцейські мають почесні звання СС.
Однак, за словами головних героїв, німецьке суспільство на початку 1960-их стає дедалі бунтівнішим. Молоде покоління не пам’ятає про нестабільність, яка проклала шлях до приходу Гітлера до влади. Культурний вплив Америки та Великої Британії та зростаючий пацифізм – усе це є в суспільстві. Джазова музика все ще популярна, і німецький уряд стверджує, що придумав версію, вільну від «негроїдного впливу». Незважаючи на загальну репресивність, живі концерти Бітлз у Гамбурзі відбулися тут і вже були засуджені в державній пресі. Німеччина зазнає постійних нападів терористів руху опору, вбивають чиновників, а цивільні авіалайнери вибухають під час польоту.
Нацистські організації, такі як Сила через радість, все ще існують і виконують свої початкові функції, такі як надання відпусток у курортних районах під контролем Німеччини. Громадян Німеччини все ще заохочують до участі в «Зимовій допомозі». Розгалужена транспортна мережа охоплює весь Рейх, включаючи величезну мережу автобанів і залізниць у формі реальної запропонованої системи Breitspurbahn, яка перевозить величезні потяги.

### Технології
Рівень розвитку технологій у 1960-х роках роману майже такий же, як і в реальному житті. Німецькі військові використовують реактивні літаки, атомні підводні човни та авіаносці; цивільна техніка також значно просунулася вперед. Реактивні авіалайнери, телебачення, фени, кавоварки та копіювальні апарати використовуються в Німеччині.
І Сполучені Штати, і Німеччина мають складні космічні технології. Німецька космічна програма базується на старому ракетно-випробувальному комплексі в Пенемюнде, на узбережжі Балтії. Рівень освоєння космосу не уточнюється, але розмова між Марчем і Магуайр свідчить про те, що Німеччина має виправдані переваги, яка випереджає США в космічній гонці.

## Відгуки
Британський вчений Ненсі Браун відзначила подібність між закінченням «Батьківщини» та закінченням «По кому подзвін» Ернеста Хемінгуея: «Обидва романи закінчуються тим, що головний герой збирається вступити в одноосібне збройне протистояння з великою кількістю фашистів чи нацистів, у результаті яких немає жодних сумнівів, але читач не бачить моменту його передбачуваної смерті... Подібно до Роберта Джордана Хемінгуея, Ксав’є Марч переживає цей останній момент із захопленням, породженим відсутністю сумнівів і дилем, жодних вирішальних рішень, які не потрібно приймати, нічого, окрім [того] як іти обраним ним курсом і вмирати у справедливій справі. І як Джордан, жертвуючи собою, Марч забезпечує безпечну втечу жінки, яку він кохає».
У рецензії The Guardian, написаній Джоном Мулланом, зазначається, що Харріс визнав борг перед SS-GB Лена Дейтона (1978), ранньою післявоєнною альтернативною або «контрфактичною» історією, дії якої відбувалися у Великій Британії наприкінці 1941 року після (вигаданої) капітуляції Британії. Частина 2 огляду стверджувала, що «винахід жахливої альтернативної історії є... переконливим».

## В інших медіа

### Фільм
У 1994 році HBO зняв фільм за книгою, у головних ролях Рутгер Гауер у ролі Марча та Міранди Річардсон у ролі Магуайр, за що вона отримала премію «Золотий глобус» у 1995 році за найкращу роль другого плану в серіалі, міні-серіалі. або фільмі, створеному для телебачення. Гра Рутгера Гауера також був номінована, як і сам фільм. У 1995 році фільм також був номінований на «Еммі» за спеціальні візуальні ефекти.
У січні 2009 року німецька кінокомпанія UFA запланувала чергову екранізацію роману. У березні 2012 року Денніс Ґанзель і Матіас Пахте об’єдналися для написання сценарію, а Гансель став кандидатом на посаду режисера.

### Радіоверсія
Роман транслювався на радіо BBC, з Антоном Лессером у ролі Марча та Анджелін Болл у ролі Чарлі Магуайр. Сценаристом, продюсером і режисером версії став Джон Драйден, вперше вийшов в ефір 9 липня 1997 року. Завершення радіоверсії дещо змінили, щоб врахувати обмеження носія: весь табір Аушвіц виявляється в занедбаному стані, а перехід Магуайр до Швейцарії підтверджується.

### Аудіокнига
Нескорочена версія аудіокниги роману випущена Random House Audio у 1993 році, прочитана Вернером Клемперером, біженцем з нацистської Німеччини, який найбільше запам’ятався тим, що двічі удостоювався премії «Еммі» за роль невмілого полковника Клінка в телесеріалі 1960-их років «Герої Хогана».

## Видання
- 1992, Велика Британія, Hutchinson (ISBN 0-09-174827-5), Дата публікації 7 травня 1992, тверда обкладинка (Перше видання)
- 1992, США, Random House (ISBN 0-679-41273-5), Дата публікації червень 1992, тверда обкладинка (Перше видання у США)
- 1993, Велика Британія, Arrow (ISBN 0-09-926381-5), Дата публікації 12 травня 1993, м'яка обкладинка
- 2012, 20th Anniversary edition, Велика Британія, Arrow (ISBN 978-0099571575), Дата публікації 26 квітня 2012, м'яка обкладинка

Роман складається з семи частин, кожна з яких складається з декількох розділів. Перші шість частин описують вигадані події з вівторка, 14 квітня, по неділю, 19 квітня 1964 року, і названі на честь окремих днів. Остання частина «Фюрертаг» розгортається на 75-й день народження Адольфа Гітлера, у понеділок, 20 квітня 1964 року.

### Критичні роботи
- Harris, Robert (2000). Archangel; Fatherland. Cresset Editions. ISBN 0-09187-209-X. Хоча вище вказане цитоване видання є збірником двох романів, нумерація сторінок, очевидно, така ж, як і в попередніх окремих виданнях. Видання 2012 року нумерується інакше.